# Убивство в Еббі-Грейндж
«Уби́вство в Е́ббі-Грейндж» (англ. The Adventure of the Abbey Grange) — твір із серії «Повернення Шерлока Холмса» шотландського письменника Артура Конана Дойла, вперше опублікований у британському літературному журналі Strand Magazine у 1903 році.

## Сюжет

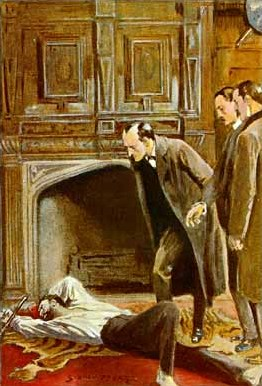
Холмс вивчає тіло сера Юстаса

Холмс будить Вотсона рано вранці, бо треба поспішати на місце вбивства в Еббі-Грейндж біля Чизелхерста. Сер Юстас Брекенстол був убитий, ймовірно, грабіжниками. Інспектор Стенлі Хопкінс вважає, що це справа відомої банди Рендал, батька і двох синів.
Після прибуття до Еббі-Грейндж детектив знаходить леді Брейкенстол з синцем на одному оці, в результаті удару під час інциденту попередньої ночі.
Леді Брейкенстол говорить Холмсу, що її шлюб не був щасливим. Сер Юстас Брейкенстол був насильницьким, образливим алкоголіком. Крім того, леді Брейкенстол було важко адаптуватися до життя в Англії після життя в рідній Австралії, яку вона залишила півтора року тому. Вона була у шлюбі близько року.
Близько одинадцятої години леді Брейкенстол перевіряла будинок, перш ніж піти спати. В одному вікні вона побачила літнього чоловіка з двома молодшими позаду нього. Він ударив її в обличчя, збивши з ніг. Коли вона прийшла до тями, вона була прив'язана до дубового крісла з кляпом у роті. Тоді сер Юстас увійшов до кімнати з дубиною і кинувся на зловмисників. Один з них ударив і вбив його.
Тіло сера Юстаса, як і раніше, лежало на місці вбивства. Палиця, якою було скоєно злочин, була зігнута в криву, що свідчило про сильного зловмисника. Служниця Тереза описує сера Юстаса як образливого чоловіка, який регулярно фізично і вербально нападав на дружину, особливо коли був п'яний.
Холмс аналізує вузли в будинку, що залишились після Белропів. Розуміючи, що якщо Белроп смикнув би, пролунав би дзвін на кухні. Холмс запитує, чому ніхто не почув його. Було вже пізно, тому служниць не було в будинку господарів.
Напівпорожня пляшку вина та склянки привертають увагу Холмса. Корок було витягнуто з штопором з багатофункціональним ножем, і тільки на одному келисі залишились сліди нападника.
Детектив з Вотсоном їдуть до Лондона, як раптом Холмс сказав, що вони їдуть назад. Чекаючи на потрібний потяг, Холмс приходить до наступних висновків:
- Банда Рендела була широко відома з певним описом, тому кожен міг сказати, що вона напала на нього;
- Грабіжники довго не робили іншої роботи до цієї;
- Це була рання година для крадіїв;
- Дивно, що вони вдарили леді Брейкенстол, щоб зупинити її крик, коли це швидше за все повинно стати причиною її крику;
- Дивно, що вони вдалися до вбивства, коли вони втрьох могли б подолати сера Юстаса;
- Дивно, що вони не пограбували будинок;
- Дивно, що вони не випили пляшку з вином.

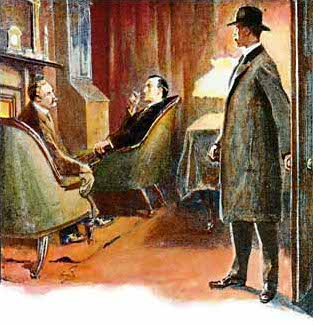
Вотсон, Холмс і Крокер

Холмс звертає увагу Вотсона на келихи. Наявність вологи тільки на одному безумовно свідчить, що тільки дві людини пили вино, наливши напій і в третій, щоб удати, наче пили з трьох. Холмс з цього робить висновок, що леді Брейенстол та її служниці збрехали.
Після повернення в Еббі-Грефндж Холмс знаходить додаткові докази того, що «грабіжниками» були точно не Рендели. Зокрема те, що вузли, залишені після злочину, були морськими.
Холмс починає шукати моряка, який був закоханий у леді Брейкенстол ще до від'їзду з Австралії.
Інспектор Хопкінс повідомляє, що вкрадене срібло було знайдене на дні ставка і що банда Рендела була заарештована, але в Нью-Йорку.
Холмс тим часом знайшов моряка, капітана Крокера. Детектив просить розповісти, що відбулося в Еббі-Грейндж в ту ніч, хоча більшість йому відомо.
Так, Крокер любить Мері (леді Брейкенстол). Він прийшов додому, щоб побачити її у вікно, коли сер Юстас увірвався в кімнату і образив Мері, бив її, а потім накинувся на нього з палицею. Був бій, і Крокер убив Брейкенстола з метою самооборони. Розуміючи, що Крокер вчинив злочин, моряк, леді Брейкенстол та служниця Тереза придумують історію.
Холмс пропонує Крокеру втекти, але той відмовляється залишати Мері. Детектив говорить моряку, що його не буде оголошено винним, нехай він її чекає за рік.

## Факти
- Як і в попередньому оповіданні «Блакитний карбункул» та в наступному «Нога диявола», Шерлок Холмс відпускає злочинця на свободу і приховує всю інформацію від поліції.
- Деякі фрази героїв свідчать про інші норми моралі, які панували на той час. Наприклад, пояснення Крокера Холмсу, чому він вирішив залишитися, незважаючи на пропозицію детектива покинути країну: «Я знаю, що ви людина слова. І ви біла людина» (йдеться не про колір шкіри Холмса, а про його характер).